# أوقستو (لاعب كرة قدم برازيلي)
أوقستو (بالبرتغالية: José Augusto Cestari Ramos‏) هو لاعب كرة قدم برازيلي في مركز الدفاع، ولد في 3 فبراير 1985 في كامبيناس في البرازيل. لعب مع جمعية أرابيراكا الرياضية ونادي سيارا ونادي فلومينينسي.